# Sarco, Sarco-Reliance
Sarco of Sarco-Reliance is een historisch merk van motorfietsen.
De bedrijfsnaam was: Sanders-Rehders & Co. Ltd., later Sarco Engineering & Trading Co. Ltd., London.
Dit was een Engels merk dat voornamelijk motorfietsen met 269cc-Villiers-motoren bouwde. Het eerste model uit 1921 had de 262cc-Sarco-Reliance-tweetaktmotor met een Burman-tweeversnellingsbak die in een normaal fietsframe was gemonteerd. In 1922 volgde het Villiers-model met een Albion-versnellingsbak, maar men kon ook kiezen voor een 292cc-JAP-zijklepmotor. In dat jaar eindigde de productie. 